# Alex Peroni
Pour les articles homonymes, voir Peroni.
Alexander « Alex » Peroni, né le 27 novembre 1999, est un pilote automobile australien.

## Biographie

### Débuts en monoplace en Formule 4 puis en V de V Challenge (2015-2016)
En 2015, Alex Peroni accède à la monoplace dans le championnat d'Italie de Formule 4. Dans ce dernier, il parvient à accrocher deux podiums à Imola et à Misano et termine quatorzième du championnat.
En 2016, Peroni s'engage en V de V Challenge avec l'écurie TS Corse. Il domine largement la saison en remportant quatorze victoires en vingt-et-une course et termine champion du monde.

### Continuation en Formule Renault (2016-2018)

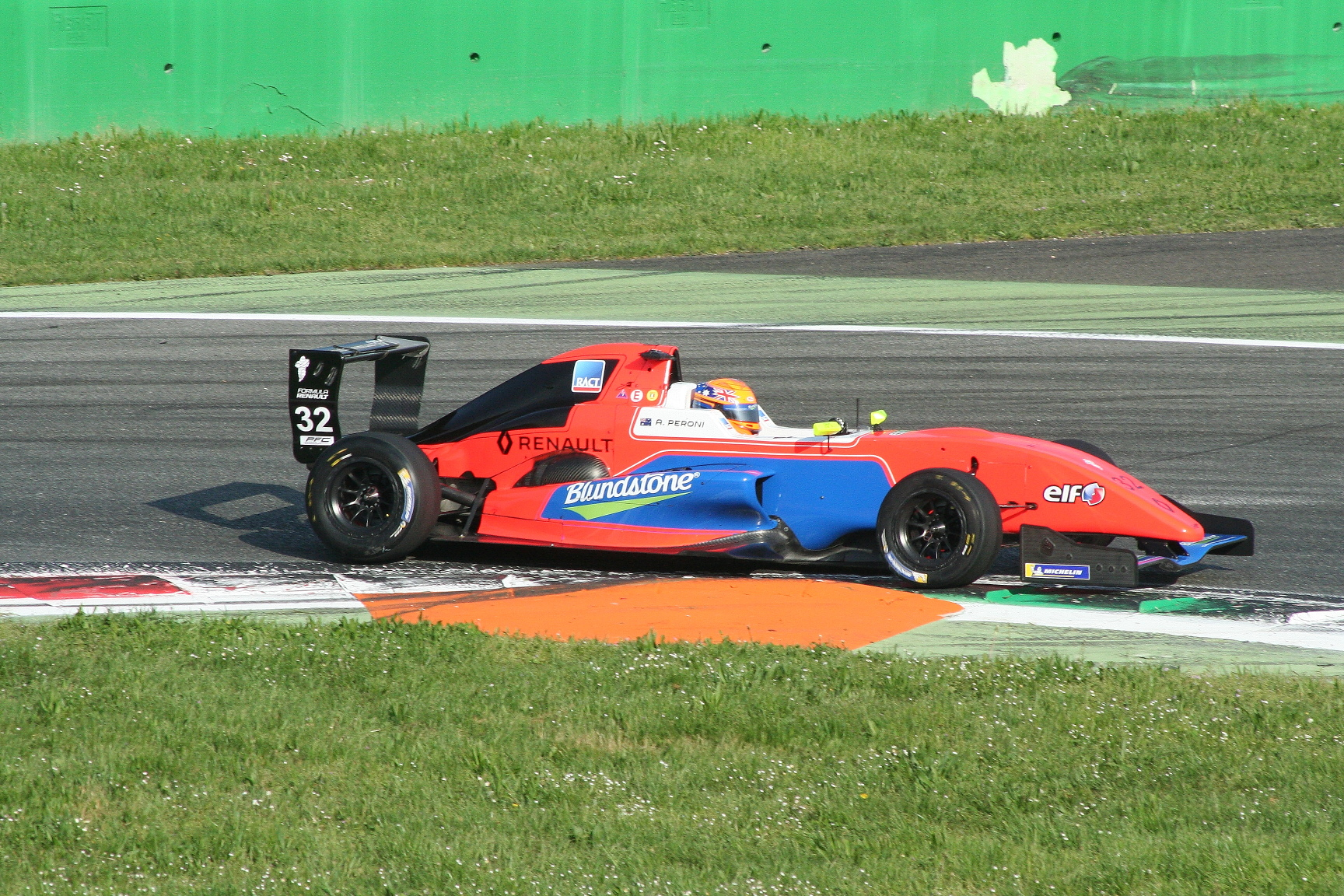
Alex Peroni en Formule Renault 2.0 en 2018 à Monza.

En parallèle de sa saison, il s'engage en 2016 dans l'Eurocup Formula Renault 2.0 toujours avec TS Corse mais ne dispute que deux courses. En 2017, il est recruté par Fortec Motorsport. Il remporte une victoire au Grand Prix de Pau, il termine dixième au classement général devant tous ses coéquipiers. Il prend également part à deux courses dans la même équipe en Formula Renault 2.0 NEC mais ne parvient pas à marquer de points et finit non-classé.
En 2018, il change d'équipe et passe chez MP Motorsport. Il remporte une victoire et un podium sur la manche monégasque ce qui lui permet de finir neuvième au classement général. Il prend également part au Grand Prix de Pau en Formula Renault 2.0 NEC où il s'impose dans les deux courses et termine à la septième place du classement.

### La Formule 3 (2019-2020)
Début 2019, Alex Peroni est recruté par Campos Racing pour disputer le championnat de Formule 3 FIA 2019. Le 7 septembre 2019, une semaine après l'accident mortel d'Anthoine Hubert lors de la première course de la manche italienne, il est victime d'un spectaculaire accident dans la parabolique; en passant sur un vibreur "saucisse", sa voiture décolle et part s'écraser dans les grillages de protection. Il s'en sort avec quelques vertèbres cassées mais indemne. Par précaution il est conduit au centre médical et sur décision des médecins il ne prend pas part à la deuxième course disputée le lendemain matin, il est remplacé par David Schumacher pour la dernière manche.

## Résultats en compétition automobile

### Résultats en monoplace
| Saison | Championnat                       | Écurie               | Courses | Victoires | Pole positions | Meilleurs tours | Podiums | Points | Classement |
| ------ | --------------------------------- | -------------------- | ------- | --------- | -------------- | --------------- | ------- | ------ | ---------- |
| 2015   | Championnat d'Italie de Formule 4 | Torino Squadra Corse | 21      | 0         | 0              | 0               | 2       | 43     | 14e        |
| 2016   | V de V Challenge                  | Torino Squadra Corse | 21      | 14        | 11             | 12              | 19      | 947    | Champion   |
| 2016   | Eurocup Formula Renault 2.0       | Torino Squadra Corse | 2       | 0         | 0              | 0               | 0       | 0      | N.C        |
| 2017   | Eurocup Formula Renault 2.0       | Fortec Motorsport    | 23      | 1         | 1              | 0               | 1       | 72     | 10e        |
| 2017   | Formula Renault 2.0 NEC           | Fortec Motorsport    | 3       | 0         | 0              | 0               | 0       | 0      | N.C        |
| 2018   | Eurocup Formula Renault 2.0       | MP Motorsport        | 20      | 1         | 1              | 1               | 2       | 89     | 9e         |
| 2018   | Formula Renault 2.0 NEC           | MP Motorsport        | 2       | 2         | 1              | 1               | 2       | 60     | 7e         |
| 2019   | Formule 3                         | Campos Racing        | 13      | 0         | 0              | 0               | 0       | 5      | 20e        |
| 2020   | Formule 3                         | Campos Racing        | 18      | 0         | 0              | 2               | 3       | 64     | 10e        |
| 2021   | Indy Lights Series                | Carlin Motorsport    | 14      | 0         | 0              | 0               | 1       | 228    | 10e        |
| 2022   | Euroformula Open                  | Drivex School        | 3       | 0         | 0              | 0               | 0       | 23     | 13e        |